# Başakşehir

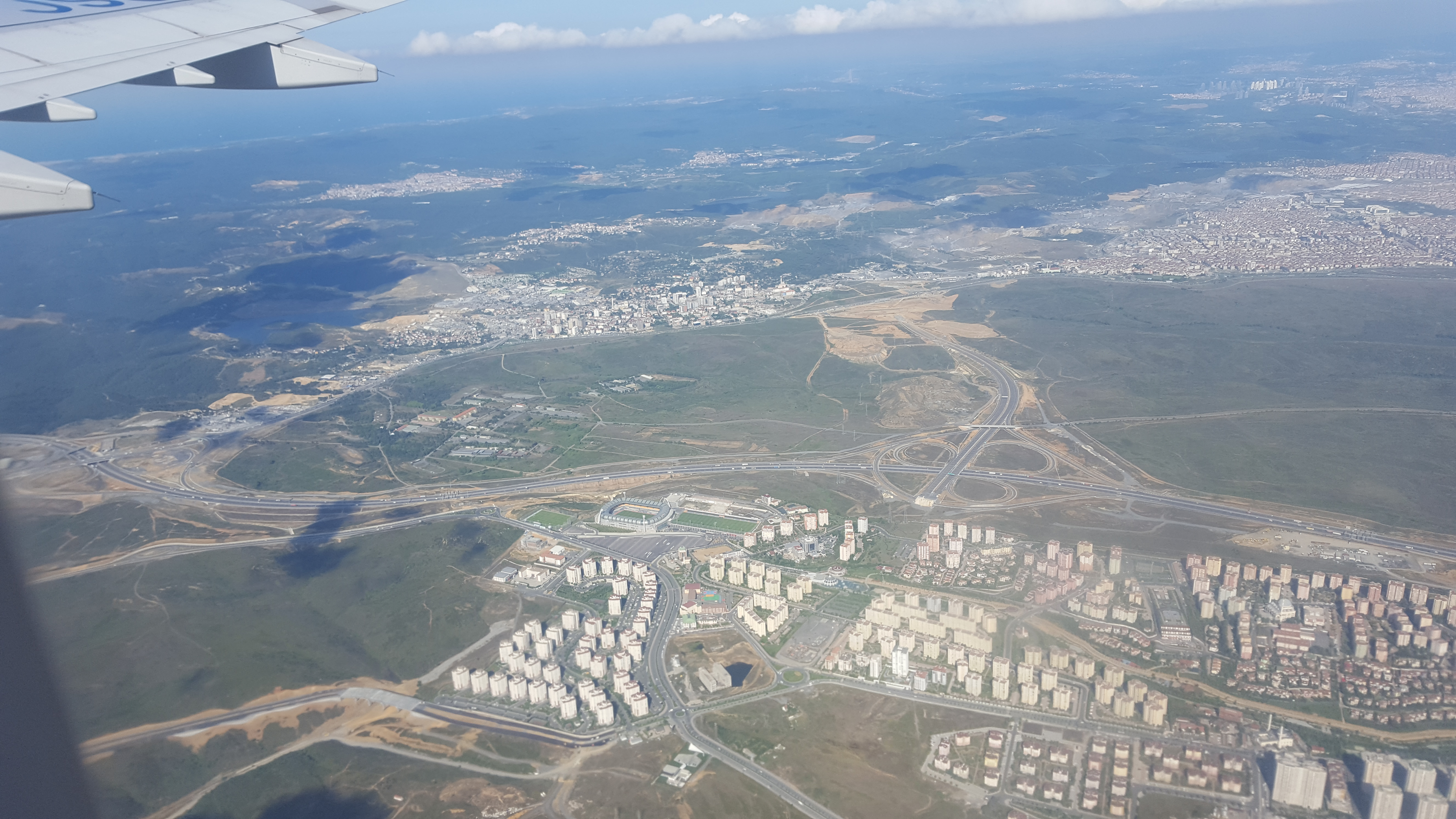
Başakşehir from air

Başakşehir é um distrito de Istambul, na Turquia, situado na parte europeia da cidade. Conta com uma população de 207 542 habitantes (2008).